# Isokwe
Isokwe ist eine bewohnte, sieben Kilometer lange und bis zu zwei Kilometer breite Insel im Mwerusee in der Provinz Luapula in Sambia, etwa fünf Kilometer vor der Stadt Kashikishi, im Distrikt Nchelenge.
Sie ist eine schmale, langgestreckte Fischerinsel, die im Westen in die Sümpfe des Luapula-Deltas übergeht, und wird von Nchelenge aus mit der Fähre regelmäßig angelaufen.